# Halka, Sribne
Halka (în ucraineană Галка) este un sat în comuna Hrîțiivka din raionul Sribne, regiunea Cernihiv, Ucraina.

## Demografie
Componența lingvistică a localității Halka
     Ucraineană (100%)
Conform recensământului din 2001, toată populația localității Halka era vorbitoare de ucraineană (100%).